# 布羅什泰尼鄉 (梅赫丁茨縣)
44°46′N 22°59′E / 44.767°N 22.983°E
布羅什泰尼鄉（羅馬尼亞語：Comuna Broșteni, Mehedinți），是羅馬尼亞的鄉份，位於該國西南部，由梅赫丁茨縣負責管轄，面積29平方公里，海拔高度185米，2007年人口2,982，人口密度每平方公里102人。